# Remigius Albulan
Remigius Albulanus Trevirensis  oder Remigius Albanus Hessus (* um 1500/10 in Trier, Kurtrier; † Juni 1547 in Bacharach, Kurpfalz) war Schulmeister in Kassel und evangelisch-lutherischer Pfarrer in Herford und Bacharach.

## Leben
Remigius Albulan wurde in Trier geboren. Nach dem Studium schon in jungen Jahren (a teneris annis) an einer bisher noch nicht identifizierten Universität – vielleicht in seiner Heimatstadt Trier – erwarb er den Magistergrad.

### Schulrektor in Kassel
In den 1530er Jahren (seit 1533 belegt) war Magister Albulanus Schulmeister und Rektor der Stadtschule in Kassel. Der spätere Kasseler Pfarrer Johannes Pfluck (1528–1591) war, wie er selbst berichtete, einer seiner Schüler, Magister Petrus Nigidius (ab 1539) sein Kollege oder Nachfolger. Albulanus „schrieb einen gewandten und witzigen Brief an Johann Nordeck mit allerlei Andeutungen über seine häuslichen und sonstigen Verhältnisse und einen Antrag auf Verbesserung des Schulwesens in Kassel“.

### Studium in Marburg
1535 immatrikuliert sich „Remigius Albulanus Treuirensis, Ludimagister apud Cassellenses“ unter Belassung seiner Marburger Altarpfründe (Schulstelle) zum Studium in Marburg. Auf eine Anfrage des Marburger Professors Nikolaus Asclepius in Auftrag des hessischen Kanzlers Johann Feige, ob Kassel mehr als drei Stipendiaten für die Hessische Stipendiatenanstalt präsentieren könne, sagte „m. Remigius, … es seien geschickte knaben genug, wan man in sust (= ihnen nur sonst) helfen wolt“.

### Pfarrer in Herford
Anfang der 1540er Jahre wurde „Remi(n)gius Albanus Hessus“ nach dem Tod von Johannes Hunschius († 1540) durch Vermittlung von Magister Rudolph Moller (1500–1568) als Kollege von Albert Lonicerus (Gießenbier) († 1560) Pfarrer am Herforder Münster. Da er wegen seines hochdeutschen (moselfränkischen) „Dialektes“ (propter idioma superioris linguae) nur von wenigen verstanden wurde, verlor er die Anstellung wieder, obwohl er als fromm und gelehrt galt, und lebte in großer Armut. Unterstützung erhielt er von „Junker Löuin von Obrich“ (Edelherr Levin von Oberg) (* vor 1500; † zwischen 1566 und 1574) und dem Herforder Ratsmann Bartelt Hesehuyss. Albulans Nachfolger wurde der gebürtige Herforder Jodocus Coccius, der „von den adeligen Befehlshabern“ des Deutschen Ordens aus dem Pfarramt in Riga vertrieben worden war (ex Livonia, … ex Rigensis ecclesiae ministerio eiectus), weil er – in der Rückschau geradezu „prophetisch“ – gepredigt hatte, dass der Deutsche Orden nicht vom himmlischen Vater stamme und daher bald beseitigt werden müsse, und schon 1547 wieder vom Pfarramt in Herford zurücktrat.

### Reise nach Wittenberg
Nach seinem dreijährigen Aufenthalt in der Freien Reichsstadt Herford reiste Albulanus um 1543/44 offenbar an die Universität Wittenberg (Leucorea), „bewegt vom Ruhm ‘seines’ heiligen Luthers“ (motus fama sancte Luthere tui), der zu dieser Zeit noch lebte, und um Philippus (Melanchthon) zu hören.

### Letzte Jahre als Pfarrer in Bacharach
Anschließend (etwa um 1545) wurde Remigius Albulanus von Pfalzgraf und Kurfürst Friedrich II. „dem Weisen“ an die Rheingrenze (ad oras) nach Bacharach berufen. Es gelang ihm jedoch nicht, dass er die vier kurpfälzischen „Bacchus-Städte … vom Papsttum reinigte“. Albulanus wurde 1546 während einer langen und schweren Erkrankung von Leonhard Crispinus (Kraushaar) Luconensis († 1582) unterstützt, der 1535 Schulmeister in Homberg und um 1543 Pfarrer im nordhessischen Borken gewesen war. Crispinus war 1545 von Adam Krafft für kurze Zeit in die Bacharach benachbarte, hessisch-katzenelnbogische Stadt Sankt Goar versetzt worden und wurde 1548–1581 Pfarrer in Homberg. Der erste evangelische Gottesdienst in der St. Peterskirche soll mit hessischer Unterstützung am Sonntag Misericordias Domini (9. Mai) 1546 gefeiert worden sein, nachdem Friedrich II. durch seinen Oberamtmann Philipp I. Wolf von Sponheim  (* um 1502; † 1558) am Sonntag Quasimodogeniti (12. April) 1545 im kurpfälzischen Viertälergebiet die Reformation hatte einführen lassen.
Pfingsten (Ende Mai) 1547 erkannte Remigius Albulanus, dass er sterben würde, und verfasste unter dem Motto von Apg 3,6  „Silber und Gold habe ich nicht, was ich aber habe, das gebe ich dir“ ein geistliches Testament. Er starb als evangelisch-lutherischer Pfarrer von Bacharach im Juni 1547 in der Schlussphase des Schmalkaldischen Kriegs. Zur Veröffentlichung des geistlichen Testamentes steuerte Justin Göbler, der etwa gleich alt war und aus Sankt Goar stammte, einen würdigenden lateinischen Bibelvers (Sir 27,6 ) und ein eindrückliches neulateinisches Bittgebet um Frieden bei. Der reformierte Kasseler Superintendent Johannes Kymaeus fügte die Abschnitte Ein Klagliedt vom Fall Adams unnd Heua, sampt der tröstlichen verheissung des Samens Abrahe, Threnodia – Trawergesang genent AUDI TELLVS …, Die Erbärmliche Klag der Hellischen und eine Vermanung an alle Christen, das sie ihr leben bessern, und from[m] werden bei. Der Nürnberger Gymnasial-Conrektor Erasmus Rotenbucher, der zugleich mit Albulan in Wittenberg gewesen war, gab 1551 eine Erinnerungsschrift an Remigius Albulanus heraus, die er „den vornehmen und ehrsamen Bacharacher Mitbürgern Huldrich Lanpachius (sic!) und Johannes Orth“ widmete:
Ulrich Laubach (Laupach, Laubacher, La‘u’pachius) († nach 1551) war Bürger, Ratsherr, 1546 Bürgermeister und „Beförderer dieser Religions Veränderung“ zu Bacharach. 1537 kauften er und seine Frau Cristina vom Kloster Eberbach das Gut Nawen (Narath, Nauheim), heute Ortsbezirk Neurath (Bacharach). – Johann Ort († nach 1551), Angehöriger einer wohlhabenden Bacharacher Bürgerfamilie, war 1522 bis 1524 Zollschreiber zu Kaub, 1524 wurde er als „kurpfälzischer Zollschreiber zu Cube“ für seine Ehefrau Katharina Bentzenrodt (Bentzenrat) mit dem Bacharacher Werth belehnt. „Hanß Ort“ war 1545/46 ebenfalls „Beförderer dieser Religions Veränderung“. Wahrscheinlich ist er identisch mit „Hans Orth von Bacharach, der Astronomie Liebhaber“, Verfasser oder Herausgeber von Astronomia. Teutsch Astronomei, einem der frühesten Lehrbücher der Astronomie in deutscher Sprache. Es enthält Auszüge aus astrologischen Werken von Claudius Ptolemäus und Gerolamo Cardano sowie eine Anleitung zur Anwendung der Goldenen Zahl (Berechnung des Osterdatums).
In dem Werk Oratio paraenetica ecclesiam verbo Dei gubernari (1551) wünscht Rotenbucher „seinem“ (befreundeten) Johannes Zysaeus Casselanus, „dem Meister für die gelehrte männliche Jugend bei den Bacharachern“ (literariae pubis apud Bacharanos Magister), also wohl dem Ludimagister von Bacharach, und seiner Frau Saloma, Glück für ihre Ehe.

### Weitere Konfessiongeschichte von Bacharach
Durch das Augsburger Interim wurde die Reformation in Bacharach 1548 zunächst wieder aufgehoben worden. Kurfürst (seit 1556) Ottheinrich von der Pfalz kaufte die Kollatur (das Pfarrstellenbesetzungsrecht) der Pfarrei seiner Oberamtsstadt Bacharach offiziell am 14. Februar 1558 für 40.000 Reichstaler vom Kölner Andreas-Stift. Als erster der Form nach installierter protestantischer Pfarrer (1550–1561) nach dem Erwerb der Kollatur durch die Kurpfalz galt Heinrich Barenbroch aus Kempen. Er wurde 1561 als Lutheraner verdrängt.

## Familie
Albulanus hinterließ Frau und neun Kinder, denen er kein „gelt, gut und gewalt, Acker und Erbe, hauß und hoff“ vermachen konnte.

## Zitate
„Durch viel trübseligkeit müssen wir eingehen in das reich Gottes, Acto. 14. Nicht durch hoscha heya leben.“

„So wir Christen weren, würden nicht viel krieg sein.“

„Vita Mosella mihi, mors meus Rhenus erat –

Das Leben war für mich die Mosel, mein Tod war der Rhein.“

## Werke
- (mit Beiträgen von Justin Göbler, I. G. Andronicus,[67] Johannes Kymaeus,  G. R. E. (Guolfgang Rosental), H. S. (Hans Sachs), Erasmus Rotenbucher) Exemplar eines Rechtgeschaffnen Christlichen Testaments oder letzten willens, so M. Remigius Albulanus seliger der zeyt ein getrewer diener der Christlichen gemein zu Bachara auffgericht vnd den seinen hinder jme verlassen etc. Mit einem hie angehenckten Trostbüchlein (Ein trost Büchlein allen krancken, betrübten und gefangenen nützlich, damit sie in ihrer angst, noth und widerwertigkeit auffrichtig biß an das ende in Gott verharren mögen). Johann Daubman, Nürnberg 1550[20] (digitale-sammlungen.de), (Google-Books).